# Мохамад Шахбаз Шариф
Мохамад Шахбаз Шариф (Punjabi и Urdu: ں محمد ہہباز شریف, произнася се [mʊɦəmːəd̪ ʃɛhbaːz ʃəriːf]; роден на 23 септември 1951 г.) е пакистански политик, избран за 23-тия министър-председател на Ислямска република Пакистан. Към момента на встъпването му в длъжност на 11 април 2022 г. той е президент и на Пакистанската мюсюлманска лига.
Шариф е брат на бившия министър-председател Наваз Шариф. Той единственият претендент за поста на своя предшественик – Имран Хан, който губи властта след вот на недоверие в долната камара на парламента. Шахбаз Шариф е избран с подкрепата на 174 депутати в 342-членното Национално събрание на Пакистан. Съставеното от него правителство може да остане на власт до август 2023 г., когато трябва да бъдат произведени общи избори.
През 1988 г. Шехбаз е избран в регионалния парламент на най-многочислената (над 92 милиона души) и най-гъстонаселена пакистанска провинция Пенджаб, а две години по-късно (през 1990 г.) – и в Националното събрание на Пакистан. През 1993 г. отново печели място в парламента на Пенджаб и е обявен за лидер на опозицията.
Шариф става главен министър на Пенджаб за първи път на 20 февруари 1997 г. Той заема този пост общо три пъти в политическата си кариера и е най-дългогодишният главен министър на Пенджаб. През декември 2019 г. Националното бюро за отчетност на Пакистан иззема повече от 20 имота, принадлежащи на Шариф и сина му Хамза във връзка с обвинения в пране на пари.